# Świebodzice (stacja kolejowa)
Świebodzice – stacja kolejowa znajdująca się w Świebodzicach (województwo dolnośląskie). Według klasyfikacji PKP ma kategorię dworca lokalnego.
W latach 2012–2013 przeprowadzono kosztem 2,9 mln zł gruntowny remont dworca, inwestycja została sfinansowana z budżetu państwa i środków własnych PKP SA.
W dniu 24 lutego 1954 roku około godziny 11.00 tuż obok dworca kolejowego doszło do katastrofy kolejowej, w której zginęło co najmniej 10 osób, a kilkadziesiąt zostało rannych. Z pociągu towarowego jadącego od strony Wałbrzycha zsunęły się pnie drzew, miażdżąc wagon mijanego pociągu pospiesznego jadącego z Warszawy. Akcję ratunkową zorganizowała Zofia Nossel zd. Marzec - lekarka pracująca w przychodni przy zakładach „Rafio” i Fabryce Mebli w Świebodzicach
W latach 2013–2015 po kilkuletniej przerwie na dworcu funkcjonowała ponownie kasa biletowa spółki PKP Intercity.
29 września 2017 PKP PLK podpisało z konsorcjum Infrakol i TrackTec Construction umowę na przebudowę stacji Świebodzice.

## Ruch pasażerski
| Rok  | Wymiana pasażerska na dobę |
| ---- | -------------------------- |
| 2017 | 700-999                    |
| 2022 | 700-999                    |